# The Warriors - krigarna
The Warriors är en amerikansk actionthriller från 1979 som regisserades av Walter Hill och bygger på Sol Yuricks roman med samma namn från 1965. Denna roman var i sin tur baserad på Xenofons Anabasis. Berättelsen baserar sig på ett New York-gäng som måste göra en resa på 48 km från Bronx norra ände till sitt område i södra Brooklyn efter att de blivit anklagade för mordet på en respekterad gängledare. Den släpptes i USA den 9 februari 1979.
Efter rapporter om vandalism och våld i samband med filmen tonade Paramount tillfälligt ned sin marknadsföringskampanj, och gav biografägare lov att ställa in visningar. Trots den initialt negativa mottagningen har The Warriors blivit en kultfilm som gett flera spinoffs inklusive tv-spel och en tecknad serie.

## Handling
Cyrus som är ledare för Gramercy Riffs, det mest kraftfulla gänget i New York City kallar ett midnattsmötet för alla stadens gäng och begär att de ska skicka nio obeväpnade gängmedlemmar till Van Cortlandt Park. The Warriors från Coney Island deltar i toppmötet. Cyrus föreslår för den samlade folkmassan en permanent stadsövergripande våldsamhet och allians som skulle tillåta gängen att kontrollera staden eftersom de överstiger polisen. De flesta av gängen godtar hans idé men Luther som är ledare för Rogues skjuter Cyrus som dör. I det resulterande kaoset beskyller Luther Warriors ledare Cleon för mordet på Cyrus som blir slagen och mest sannolikt dödad av Riffs. Under tiden har de andra Warriorsmedlemmarna flytt ovetande om att de har blivit involverade i Cyrus mord. Riffs gör därmed en efterlysning på Warriors via en radioDJ. Swan som är Warriors "war chief" tar ansvar för gruppen som nu försöker komma hem igen.
Nästan omedelbart upptäcks Warriors av Turnbull ACs som försöker köra över dem med sin buss men Warriors lyckas fly och gå ombord på tunnelbanan. På resan till Coney Island stoppas tåget av en brand på spåret och tvingar Warriors att gå av i Tremont i Bronx. Omedelbart stöter de på en grupp som heter Orphans som inte var inbjudna till Cyrus möte. Swan sluter fred med Orphans ledare, Sully som går med på att låta Warriors passera genom sitt territorium oskadda. En ung kvinna med namnet Mercy anklagar Sully för att vara feg och inleder en konfrontation. Mercy övertygar Sully att kräva att Warriors tar av sig sina västar och går som civila innan de går genom deras grannskap. Swan och Warriors vägrar svara på Sullys begäran och Orphans utmanar dem till en kamp. I underläge och obeväpnade, Swan och Warriors kastar en Molotovcocktail på en bil och använder möjligheten att fly till järnvägsstationen. Imponerad och desperat så väljer Mercy att följa med Warriors.
När de anländer till 96th Street and Broadway station på Manhattan jagas de av polisen och separeras. Tre av dem, Vermin, Cochise och Rembrandt följer tåget till Union Square medan Fox hamnar i duell med en polis och faller ner på spåren och körs över av ett tåg när Mercy flyr. Swan och de återstående tre Warriors; Ajax, Snow och Cowboy blir sedan jagade av Baseball Furies i Riverside Park där ett slagsmål följer där Warriors enkelt besegrar Baseball Furies. Efter kampen noterar Ajax en ensam kvinna i parken och blir sexuellt aggressiv och arresteras när kvinnan visar sig vara en civilpolis. Vermin, Cochise och Rembrandt anländer till Union Square och blir förförda av ett kvinnligt gäng som heter Lizzies som bjuder in dem till deras hideout. Trion lyckas fly från Lizzies efterföljande attack och får reda på att alla tror att de mördade Cyrus.
Efter att ha gått framåt på egen hand återvänder Swan till 96th Street station och hittar Mercy där. Mera poliser dyker upp och Swan och Mercy flyr in i tunneln. De har en diskussion och Swan fortsätter till Union Square där han återförenas med de andra Warriors. Ett slagsmål med Punks bryter sedan ut vid en offentlig toalett som Warriors vinner. Under tiden besöks Riffs av en gängmedlem som deltog i det tidigare mötet och säger sig att han såg Luther skjuta Cyrus.
The Warriors anländer äntligen till Coney Island vid gryningen där Rogues väntar på dem. När han frågade berättade Luther för Swan att han sköt Cyrus utan anledning för att han fick en spänning av saker som så. Swan utmanar Luther till en en-mot-en-kamp men Luther drar sitt vapen istället. Swan kastar då en kniv i Luthers handled och avväpnar honom. Riffs anländer och griper Rogues. Riffs erkänner Warriors mod och skicklighet. När Warriors lämnar skriker Luther i ångest när Riffs gör upp mot Rogues.
Radio-discjockeyn meddelar att den stora varningen har blivit avblåst och hälsar Warriors med en sång, "In the City". Swan, Mercy och resten av gänget går ner på stranden upplyst av den stigande solen.

## Rollista
- Michael Beck – Swan, The Warriors ledare
- Deborah Van Valkenburgh – Mercy
- James Remar – Ajax
- Brian Tyler – Snow
- David Harris – Cochise
- Tom McKitterick – Cowboy
- Marcelino Sánchez – Rembrandt
- Terry Michos – Vermin
- Thomas G. Waites – Fox (ej krediterad)
- Dorsey Wright – Cleon
- Roger Hill – Cyrus
- David Patrick Kelly – Luther
- Lynne Thigpen – D.J.

## Om filmen
The Warriors - krigarna regisserades av Walter Hill och är baserad på en bok av författaren Sol Yurick. Boken bygger i sin tur på Xenofons Anabasis.
Robert de Niro var egentligen tänkt att spela Cowboy men han hade inte tid då han höll på med en annan film, så Tom McKitterick fick rollen istället. Då filmteamet frågade folket som bodde på Coney Island om det fick spela in de sista scenerna i filmen där, avrådde de skådespelarna att ha "gängvästarna" på sig eftersom de då skulle få problem med Coney Islands lokala gäng.
I Sverige, där man fruktade att ungdomar skulle inspireras till gängslagsmål, totalförbjöds filmen. Förbudet överklagades till Sveriges regering som i stället släppte filmen fri i oklippt version.